# Louis Pierre Henriquel-Dupont

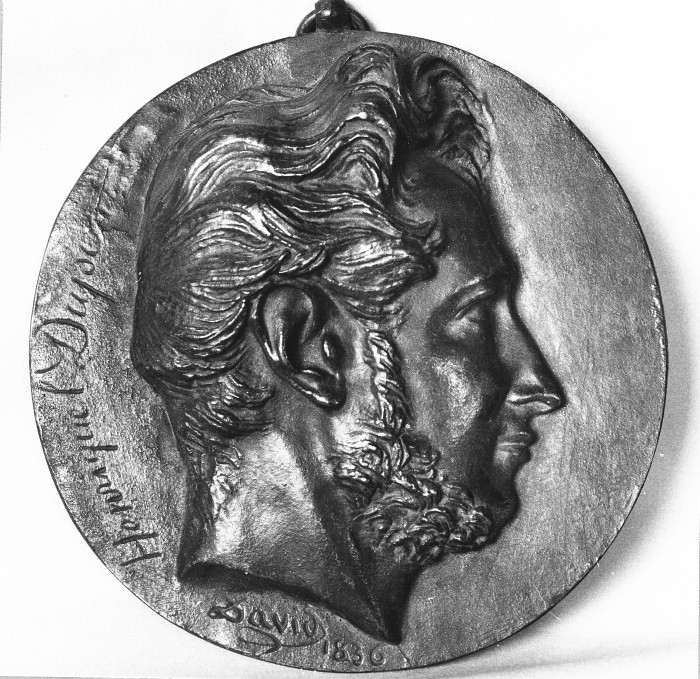
Louis-Pierre Henriquel-Dupont auf einer Bronzemedaille von Pierre Jean David (David d’Angers)

Louis Pierre Henriquel-Dupont (* 13. Juni 1797 in Paris; † 20. Januar 1892 ebenda) war ein französischer Kupferstecher.

## Leben
Henriquel-Dupont war der Sohn des Kupferstechers Joseph Pierre Henriquel, gen. Dupont. Seinen ersten künstlerischen Unterricht erfuhr er durch seinen Vater. Zwischen 1811 und 1814 war Henriquel-Dupont Schüler an der École des Beaux-Arts (EBA) und wurde dort 1812 Schüler des Malers Pierre Narcisse Guérin. Unterstützt durch seinen Lehrer wandte sich Henriquel-Dupont um 1815 dem Kupferstich zu. Er ließ sich auch hierin ausbilden und konnte 1818 mit eigenen Werken debütieren.
Henri Laurent war auf ihn aufmerksam geworden und engagierte Henriquel-Dupont für sein Werk Le Musée royal. In diesem Jahr konnte sich Henriquel-Dupont mit einem Kupferstich am Pariser Salon der Académie française beteiligen. Sein Porträt einer jungen Frau mit einem Kind (nach Anthonis van Dyck) wurde mit einer Medaille prämiert.
Am 28. Juli 1842 heiratete Henriquel-Dupont in Paris Amélie Arpin und hatte mit ihr eine Tochter, Henriette.
Zwischen 1843 und 1853 schuf Henriquel-Dupont Hémicycle nach Paul Delaroche im Palast der schönen Künste. 1855 konnte er acht Werke, darunter Die Madonna mit dem Kind nach der Zeichnung Raffaels, im Louvre ausstellen. 1849 wurde Henriquel-Dupont Mitglied der Académie françai, und 1863 berief man ihn als „o. Prof. der Kupferstechkunst“ an die EBA. Ab 1868 fungierte Henriquel-Dupont als Vorsitzender der Französischen Gesellschaft für Kupferstich, dessen langjähriges Mitglied er schon war.
Am 20, Januar 1892 starb Louis Pierre Henriquel-Dupont in Paris und fand auf dem Cimetière Montparnasse seine letzte Ruhestätte.

## Ehrungen
- 1831 Ritter der Ehrenlegion
- 1847 Mitglied der Académie royale des Sciences, des Lettres et des Beaux-Arts de Belgique[2]
- 1855 Offizier der Ehrenlegion
- 31. Mai 1867 Pour le Merite für Wissenschaft und Künste (verliehen vom König Wilhelm I.)[3]
- 1876 Kommandeur der Ehrenlegion

## Werke (Auswahl)
- Grablegung Christi  (nach Paul Delaroche)
- Die Abdankung Gustav Wasas (1831, nach Louis Hersent)
- Das Porträt Ludwig Philipps (nach François Gérard)
- Das Porträt Bertins (nach Jean-Auguste-Dominique Ingres)
- Christus als Tröster (nach Ary Scheffer)
- Die Vermählung der heiligen Katharina (1867, nach Antonio da Correggio)
- Moses (nach Hippolyte Delaroche)
- Die Jünger in Emmaus (Ätzdruck, nach Paolo Veronese)
- General Lariboisière und sein Sohn (nach Antoine-Jean Gros)
- Ary Scheffer (Porträt nach Léon Benouville)

## Schüler (Auswahl)
| - Charles Bellay (1826–1900) - Jean-Émile Buland (1857–1938) - Jean Baptiste Danguin (1823–1894) - Alphonse François (1814–1888) | - Jules François (1809–1861) - Achille Jacquet (1846–1908) - Jules Gabriel Levasseur (1823–1907) - Abel Mignon (1861–1936) | - Thomas Casimir Ragnault (1823–1871) - Louis Adolphe Salomon (1806–1895) - Joseph Soumy (1831–1836) - Charles Albert Waltner (1846–1925) |